# Oldsmar
Oldsmar és una població dels Estats Units a l'estat de Florida. Segons el cens del 2000 tenia 11.910 habitants.

## Demografia
Segons el cens del 2000, Oldsmar tenia 11.910 habitants, 4.536 habitatges, i 3.329 famílies. La densitat de població era de 515,5 habitants/km².
Dels 4.536 habitatges en un 37,5% hi vivien nens de menys de 18 anys, en un 56,9% hi vivien parelles casades, en un 12,1% dones solteres, i en un 26,6% no eren unitats familiars. En el 19,6% dels habitatges hi vivien persones soles el 5,6% de les quals corresponia a persones de 65 anys o més que vivien soles. El nombre mitjà de persones vivint en cada habitatge era de 2,6 i el nombre mitjà de persones que vivien en cada família era de 3.
Per edats la població es repartia de la següent manera: un 26,6% tenia menys de 18 anys, un 6,6% entre 18 i 24, un 35,2% entre 25 i 44, un 20,4% de 45 a 60 i un 11,2% 65 anys o més.
L'edat mediana era de 36 anys. Per cada 100 dones de 18 o més anys hi havia 90,5 homes.
La renda mediana per habitatge era de 50.354 $ i la renda mediana per família de 53.142 $. Els homes tenien una renda mediana de 37.083 $ mentre que les dones 30.329 $. La renda per capita de la població era de 21.671 $. Entorn del 2,8% de les famílies i el 4,8% de la població estaven per davall del llindar de pobresa.

## Poblacions més properes
El següent diagrama mostra les poblacions més properes.